# Борджиа, Луиза
Луиза Борджиа (Луиза де Валентинуа) (фр. Louise Borgia; 17 мая 1500—1553) — французская дворянка, дочь Чезаре Борджиа, титулярная герцогиня де Валентинуа с 1507 года и дама де Шалю с 1514 года. Член третьего ордена святого Доминика.

## Биография
Луиза Борджиа родилась 17 мая 1500 года. Единственная законная дочь Чезаре Борджиа (1475—1507), герцога Валентинуа (1498—1507), и Шарлотты д’Альбре (1480—1514). Внучка по отцовской линии папы римского Александра VI Борджиа и Ванноццы деи Каттанеи, а по материнской линии — Алена д’Альбре, сеньора д’Альбре (1440—1522) и Франсуазы де Блуа-Шатийон (1452—1481). Из-за связей Чезаре Борджиа с другими женщинами у Луизы было, по крайней мере, одиннадцать внебрачных единокровных братьев и сестер.
12 марта 1507 года её отец, Чезаре Борджиа, находившийся на службе короля Наварры Жана III д’Альбре, был убит при осаде города Виана. Луиза Борджиа, будучи его единственным законным ребенком, после смерти отца получила титул герцогини Валентинуа. Её мать Шарлотта стала регентшей при дочери до своей смерти 11 марта 1514 года, когда 13-летняя Луиза Борджиа унаследовала титул дамы де Шалю.
7 апреля 1517 года 16-летняя Луиза Борджиа вышла замуж за французского военачальника Луи II де ла Тремуйля (1460—1525), губернатора Бургундии. Он погиб в битве при Павии 24 февраля 1525 года. В возрасте 24 лет Луиза стала вдовой. Первый брак был бездетным.
3 февраля 1530 года Луиза Борджиа вторично вышла замуж за Филиппа де Бурбона, барона де Бурбон-Бюссе (1499—1557). Супруги поселились в замке де Бюссе, где она сделала множество реконструкций, в том числе крытую галерею на первом этаже и галерею в восточном крыле. У Филиппа и Луизы было шестеро детей.
Луиза скончалась в 1553 году.

## Потомство
- Клод де Бурбон, граф де Бюссе (18 октября 1531—1588), женат на Маргарите де Ларошфуко
- Маргарита де Бурбон (10 октября 1532 — 8 сентября 1591), вышла замуж за Жана де Пьера-Буффьера, барона де Понтарион
- Анри де Бурбон (1533—1534)
- Екатерина де Бурбон (род. 14 октября 1534)
- Жан де Бурбон, сеньор из Ла Мотт-Фейри и де Монте (род. 2 сентября 1537), женился на Евхаристе де Ла Броссе-Морле
- Жером де Бурбон, сеньор де Монте (19 октября 1543 — до 1619), женился на Жанне де Ролле.